# Coniophanes alvarezi
Coniophanes alvarezi är en ormart som beskrevs av Campbell 1989. Coniophanes alvarezi ingår i släktet Coniophanes och familjen snokar. Inga underarter finns listade i Catalogue of Life.
Arten förekommer i en liten region i delstaten Chiapas i södra Mexiko. Den lever i bergstrakter vid cirka 2000 meter över havet. Individerna vistas i skogar med tallar och ekar eller nära skogens kanter. På några träd växer epifyter. Honor lägger ägg.
Intensivt skogsbruk och skogens omvandling till jordbruksmark hotar beståndet. Coniophanes alvarezi är sällsynt och populationens storlek är okänd. IUCN kategoriserar arten globalt som otillräckligt studerad.